# Tammy Baldwin
Tammy Suzanne Green Baldwin (* 11. února 1962 Madison, Wisconsin) je americká právnička a politička za Demokratickou stranu. Od roku 2013 je senátorkou USA za stát Wisconsin.
V letech 1999 až 2013 byla členkou Sněmovny reprezentantů za stejný stát. Předtím působila v letech 1993 až 1999 jako členka wisconsinského Státního shromáždění. Je považována za liberální političku, ještě během svého působení ve Sněmovně reprezentantů byla podle analýzy z roku 2012 jednou z nejliberálnějších členek Kongresu vůbec. Před prezidentskými volbami v roce 2016 podpořila Hillary Clintonovou.
V březnu 2024 se zasazovala o uznání palestinského Státu americkou vládou, je zastánkyní zpřísnění regulace pro držení zbraní. Jerovněž zastánkyní práv LGBT osob. 